# Giancarlo Dametto
Giancarlo Dametto (Torino, 6 gennaio 1959) è un ex pallavolista italiano.
Giocò nel ruolo di centrale.

## Carriera
La carriera ad alti livelli di Giancarlo Dametto inizia nella stagione 1976-77 con la maglia del CUS Torino, con il quale esordisce in Serie A1 dopo un'annata nella squadra di Serie D; nei nove anni sotto la Mole vince per quattro volte il campionato italiano, la Coppa dei Campioni e la Coppa delle Coppe. Ottiene inoltre le prime convocazioni con la maglia della nazionale, esordendo il 14 giugno 1979 contro il Brasile e prendendo parte alle Olimpiadi di Los Angeles 1984, dove conquista la medaglia di bronzo. Nel campionato 1984-85 si trasferisce alla Panini di Modena, dove in due anni vince uno scudetto, due Coppe Italia, la Coppa CEV e la Coppa delle Coppe. Dal 1986-87 al 1988-89 è tesserato per la Petrarca Pallavolo di Padova, prima di passare al Cuneo Volley Ball Club nella prima esperienza di A1 del club piemontese. Chiude la carriera al Volley Prato, dove disputa un torneo di Serie A2 ottenendo la promozione per l'anno successivo.

## Palmarès
- Campionato italiano: 5

1978-79, 1979-80, 1980-81, 1983-84, 1985-86
- Coppa Italia: 2

1984-85, 1985-86
- Coppa dei Campioni: 1

1979-80
- Coppa delle Coppe: 2

1983-84, 1985-86
- Coppa CEV: 1

1984-85